# Slaget vid Kettle Creek

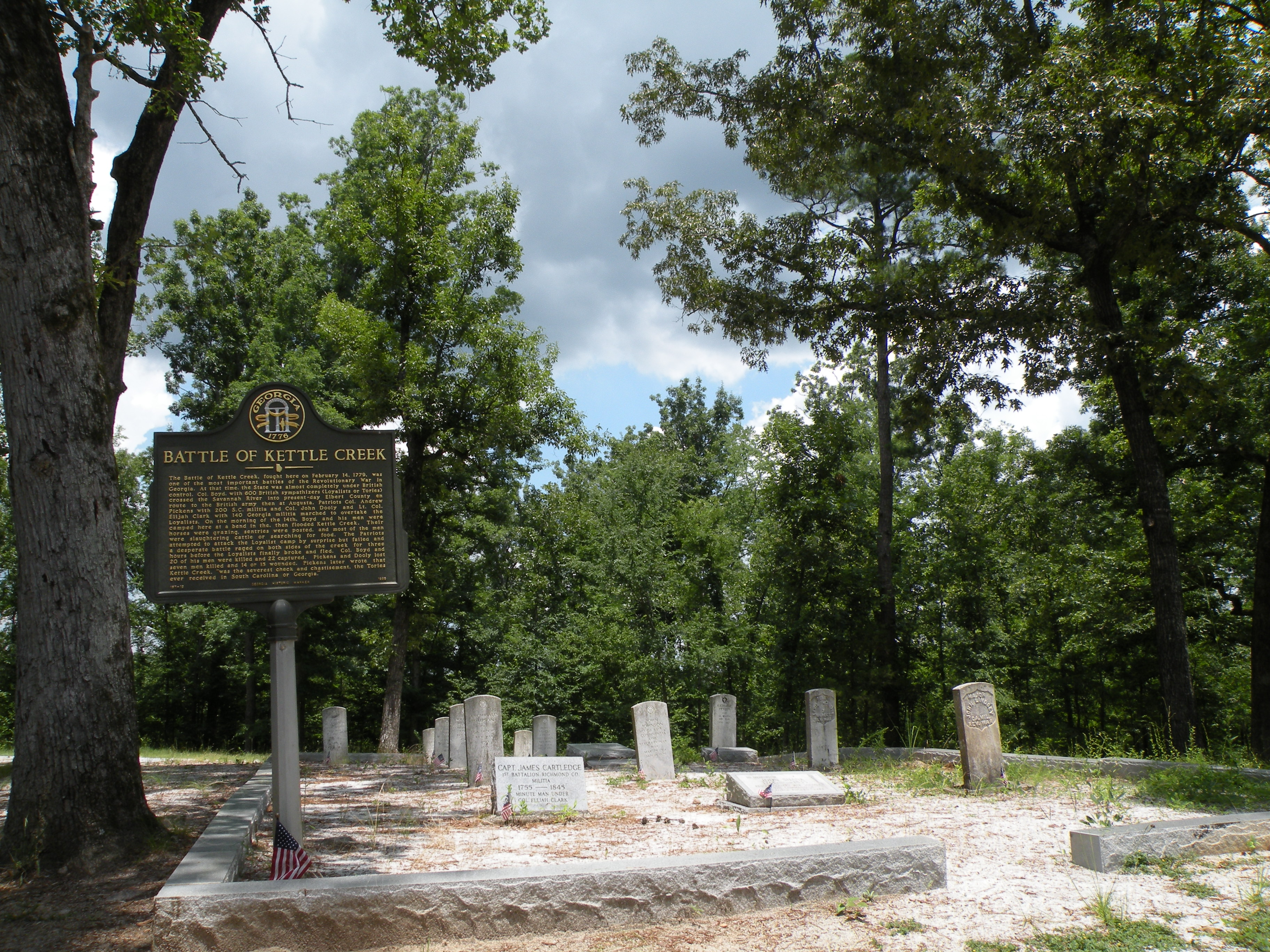
Minnesplats över slagfältet.

Slaget vid Kettle Creek var ett fältslag som stod mellan de revolutionära styrkorna och Storbritannien under det amerikanska frihetskriget den 14 januari 1779. En patriotisk milis besegrade en lojalistisk styrka som var på väg att förstärka en styrka i Augusta. Slaget utkämpades 18 kilometer från Washington, Georgia.

## Bakgrund
Efter att de amerikanska patrioterna bildat allians med Frankrike och Storbritannien förlorat på slagfältet i slaget vid Saratoga ville Storbritannien lägga under sig de södra kolonierna för att få in lojalistiska styrkor in i kriget från söder.
1779 intog de brittiska styrkorna staden Augusta och började rekrytera lojalister.
I februari 1779 hade översten John Boyd samlat ett regemente med 800 lojalister och ämnade ansluta till trupper i Augusta. Under marschen söderut blev trupperna utsatta för bakhåll och 100 man gick förlorade.
Efter att ha korsat Savannahfloden tog Boyds trupper läger på norra sidan om floden Kettle Creek i Wilkes County i Georgia. Nära inpå låg överste Andrew Pickens 350 man som var redo att slå till.

## Slaget
Den lojalistiska styrkan var oförberedda när den patriotiska styrkan gick till anfall klockan 10 på morgonen. Trots att patrioterna hade en fördel i antal trupper var John Boyd tvungen att dra tillbaka sina posteringar och ta en plats på en kulle bakom lägret med största delen av sina trupper.
Boyds trupper var splittrade av Pickens som hade delat upp sin styrka i tre kolumner. I mitten stred Pickens själv medan John Dooly och Elijah Clark hade befäl över styrkor på flankerna.
John Boyd stupade när han försökte ta sig tillbaka till sin styrka, han sköts flera gånger och dog av sina skador på slagfältet. Major William Spurgeon Jr tog befälet över trupperna.
Trots att den största lojalistiska styrkan kvar hade ett numerärt överläge började trupperna överge materiel, hästar och flydde över bäcken. Boyds regemente var förlorat.

## Efter slaget
Av ungefär 700 lojalistiska trupper gick 145 förlorade inklusive Boyd. Pickens förlorade 32 trupper och fritog 33 patriotiska fångar. Slaget pågick i ungefär fyra timmar. Slaget vid Kettle Creek var den första stora vinsten på slagfältet för patrioterna i Georgia.
2021 utnämndes området till nationalpark. Området har idag vandringsleder och 2011 påbörjades bygget av en historisk park för rekreation.